# Kenny Pavey
 (janvier 2019).
Kenneth Steven « Kenny » Pavey est un ancien footballeur anglais, né le 23 août 1979 à Southwark, Londres. Il évoluait au poste de défenseur ou milieu de terrain.

## Biographie
Kenny Pavey à évolué dans différent clubs anglais jusqu'en 1998, puis à évolué seulement dans différents clubs suédois de 1998 jusqu'à la fin de sa carrière.
En novembre 2019, Kenny Pavey, alors 40 ans, a confirmé qu'il prendrait sa retraite à la fin de la saison 2019.

## Palmarès
- Vainqueur de la quatrième division suédoise en 2001 et 2004 avec le Ljungskile SK
- Champion de Suède en 2009 avec l'AIK
- Vainqueur de la Coupe de Suède en 2009 avec l'AIK
- Vainqueur de la Supercoupe de Suède en 2010 avec l'AIK